# الإقليم الكشفي في الأمريكيتين
منطقة الإقليم الكشفي في الأمريكيتين هو مكتب شعبي تابع للمكتب الكشفي العالمي للمنظمة العالمية للحركة الكشفية، ومقرها في سيوداد ديل صابر وبنما. خدمات الإقليم الكشفي في الأمريكيتين في نصف الكرة الغربي، على حد سواء أمريكا الشمالية والجنوبية. منذ الستينات كان الإقيلم موجود في منطقة فقط المكسيك وأميركا الوسطى والجنوبية، مع كندا والولايات المتحدة وكانت تقدم خدمتها من خلال ثم ما يدعى «المكتب الدولي للكشافة» في أوتاوا، كندا. حتى اليوم، ومنطقة الأمريكيتين موجودة أكثر لصالح بلدان الجنوب من ريو غراندي، كما يتضح من الموقع يجري باللغة الإسبانية فقط حتى عام 2011. وبالتالي، فإن الولايات المتحدة وكندا لا يشاركوا بصفة بقوة في الأنشطة الإقليمية كما تفعل المنظمات الوطنية الأخرى في جميع أنحاء العالم.